# Ноам Сокер
Ноам Сокер (івр. נועם סוקר, нар. 2 вересня 1958, кібуц Ясур, Ізраїль) — ізраїльський астрофізик-теоретик, завідувач кафедри фізики Техніону (2009—2015).

## Біографія
Сокер народився в Ізраїлі в 1958 році. Дитинство провів в кібуці Ясур. У 1975 році розпочав навчання на факультеті математики та фізики Хайфського університету, а завершив навчання в 1982 році в Техніоні після трирічної перерви на службу в збройних силах Ізраїлю.
Під керівництвом Маріо Лівіо та Одеда Реґева Сокер захистив дисертацію доктора філософії про акрецію Бонді–Хойла–Літтлтона в неоднорідному газі. 
З 1986 по 1989 рік Сокер працював постдоком в Університеті Вірджинії, а потім зробив габілітацію у Гарвард-Смітсонівському астрофізичному центрі (1989-1992). У цей час він розробив моделі охолоджуючих потоків в скупченнях галактик і почав працювати в області планетарних туманностей.
У 1992 році Сокер отримав стипендію Алона та повернувся до Ізраїлю, ставши професором-асистентом кафедри математики та фізики Хайфського університету в Оранімі. У 1994 році отримав звання асоційованого професора, а в 1998 році — професора. З 1994 по 1998 рік працював завідувачем математично-фізичної кафедри. У 2003 році перейшов на кафедру фізики Техніону та працював на посаді завідувача кафедри фізики протягом шести років (2009—2015). Потім став деканом наукового факультету Ізраїльського технологічного інституту Гуандун Техніон. Також він керує Центром довузівської підготовки Техніону.

## Наукова робота
Сокер вивчає різноманітні астрофізичні об’єкти, і спільним мотивом його досліджень є збереження кутового моменту.    
Він дсліджує процеси, за допомогою яких планети впливають на пізню еволюцію зір, наприклад, формування деяких планетарних туманностей.  Він відомий своєю моделлю формування планетарних туманностей у результаті взаємодії подвійних зір, що призводить до дискової акреції та викиду струменів, які формують туманність біполярної форми.    
У галузі охолоджуючих потоків в скупченнях галактик Сокер розробив модель, яка пояснює вищу спостережувану температуру, ніж передбачалося іншими теоріями, і відсутність передбаченого теоріями великої кількості холодного газу. Сокер запропонував сценарій «холодного зворотного зв’язку», коли нелінійні надщільні згустки газу швидко охолоджуються та видаляються з міжкластерного середовища перед наступною великою подією активного нагрівання галактичного ядра в їх регіоні. 
Сокер також працював у галузі еволюції спільної оболонки подвійних зір. Він розробив модель «виродження ядра» для пояснення вибуху наднових типу Ia в результаті злиття білого карлика з ядром зорі асимптотичної гілки гігінтів на пізніх стадіях спільної оболонки.
Сокер розробив модель для великого викиду яскравої блакитної змінної зорі Ети Кіля в XIX столітті. Модель припускає, що коли на зорі стався викид, подвійний компаньйон зорі накопичив газ і запустив струмені, які сформували туманність Гомункула у формі пісочного годинника. 
Сокер вивчав оптичні перехідні процеси проміжної світності, які являють собою виверження зір зі світністю між новою та надновою. Одним із прототипів такої події є V838 Єдинорога, яка, згідно з моделлю Сокера, спалахнула внаслідок злиття двох зір головної послідовності. Сокер і його співробітники стверджують, що існує тісний зв'язок між виверженнями, схожими на V838 Єдинорога, і псевдо-надновими. 